# Paracolletes nigrocinctus
Paracolletes nigrocinctus är en biart som beskrevs av Cockerell 1914. Paracolletes nigrocinctus ingår i släktet Paracolletes och familjen korttungebin. Inga underarter finns listade i Catalogue of Life.

## Bildgalleri

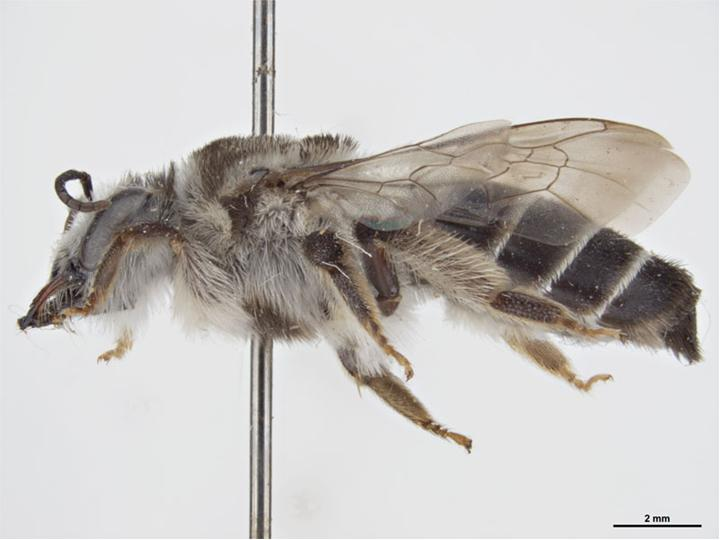
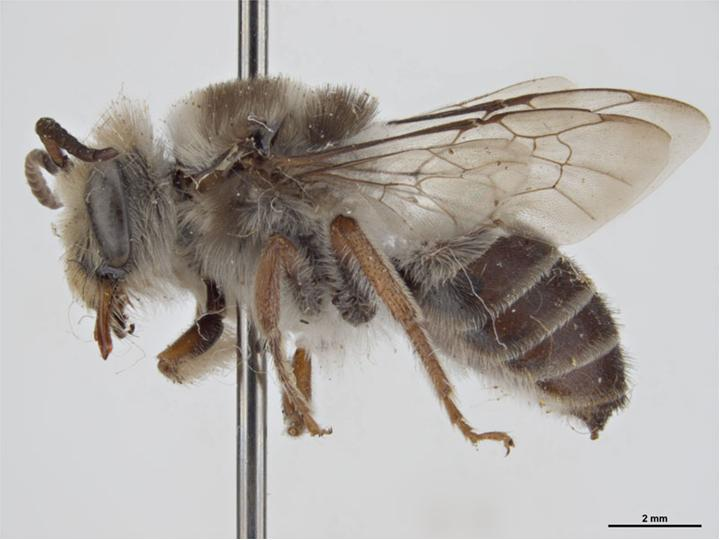